# Friedrich Hild (Schriftsteller)
Friedrich Hild (* 1. März 1861 in Driedorf/Dillkreis, damals Herzogtum Nassau; † 15. März 1937 in Frankfurt am Main) war ein deutscher Schriftsteller und Lehrer. 

## Leben
Friedrich Hild entstammte einer Westerwälder Bauernfamilie. Seine Eltern waren Friedrich Hild und Karoline geb. Stahl. Von 1878 bis 1881 besuchte Friedrich Hild das Lehrerseminar in Dillenburg. Anschließend übernahm er eine Stelle am Syrischen Waisenhaus in Jerusalem und betätigte sich auf vielfältige Weise: als Volksschul-, Seminar- und Blindenlehrer, als Verfasser arabischer Schulbücher, Setzer, Drucker, Buchbinder, Bauführer, Museumsverwalter, Tierpräparator, Gärtner u. a. Vor allem gründete und leitete er eine Blindenschule am Waisenhaus in Jerusalem. 1886 kehrte er nach Deutschland zurück und fand in Rodheim an der Bieber, am Gleiberg bei Gießen, eine Anstellung als Lehrer und ging Ostern 1888 als Lehrer an die Schubothstiftung in Niedererlenbach im Norden Frankfurts. Nach drei Jahren (1891) erhielt er eine Anstellung als Hilfslehrer an der Katharinenschule in Frankfurt/Main, wo er 1893 zum ordentlichen Lehrer ernannt wurde. Im Oktober 1898 wurde er an die Kirchnerschule versetzt und blieb bis 1924 im Frankfurter Schuldienst. In Frankfurt, wo er am 15. März 1937 starb, wurde er auch beigesetzt. Friedrich Hild war verheiratet mit Louise geb. Braun aus Dillenburg; die Ehe blieb kinderlos.
Die nebenberuflich geschaffenen literarischen Werke Friedrich Hilds – ausschließlich Prosa – spielen entweder in Palästina oder in seiner Westerwälder Heimat und tragen teilweise autobiografische Züge. Die Monatsschrift des Westerwaldvereins „Westerwälder Schauinsland“ verdankte ihm in den 1920er und 1930er Jahren eine Reihe von Erzählungen.

## Werke

### Buchausgaben
- Unter der Sonne des Morgenlandes (Der Bluträcher, In den Felsen von Ixim,  Die Stimme der Heimat), Stuttgart und Gotha 1925
- Das Gelöbnis, Frankfurt an der Oder 1927
- Aus der Jugendzeit (Der Meister ist da, Der Müller von Tyrus), Frankfurt an der Oder 1928
- Die drei Flegelbauern, Wandsbek 1928
- Eine seltsame Verlobung, Wandsbek 1932

### Erzählungen
(vorwiegend in der Monatszeitschrift des Westerwaldvereins )          
- „Westerwälder Schauinsland“ (1920er/1930er Jahre)